# Вранић (Барајево)
Вранић је насеље у градској општини Барајево у Граду Београду. Према попису из 2022. било је 4.119 становника.

## Назив
На теритоији данашњег Вранића у 16. веку постојала су три села: Вранић, Бранић (Братић) и Маријовац. Прво се налазило у данашњој Пиперији, на локалитету Селиште, око реке Врбовице. Друго село се налазило североисточно од Вранића, у сливу реке Марице, на познатом римском локалитету Брана, по коме је добило име, захватајући вранићки атар и мељачки Тараиш. Треће село налазило се на локалитету Маревац, око реке Марице, у данашњем вранићком Тараишу. Касније је име Вранић преовладало за сва три села. Село Вранић има четири засеока: Пиперију, по Пиперима из Црне Горе, Тараиш, по досељеницима са планине Таре, Рашић - крај, по женама које су носиле дуге сукње-раше, Црквени крај, по цркви.

## Географија
Вранић се налази на 35 км југозападно од Београда, а 25 км северно од Лазаревца; од Обреновца Вранић је удаљен свега 12 км, а исто толико га дели и од општине Барајево. Са Београдом је повезано Ибарском магистралом. Пут који пролази кроз Вранић има регионални значај јер повезује Обреновац са Космајем. Надморска висина места је око 200 м. Клизишта су честа појава, терен је безводан (глина), са дубоким подземним водама. Клима је континентална, са знатним годишњим и дневним колебањима температуре. Јачи ветрови су северац, кошава и југо. На подручју Вранића некада су биле храстове, букове, грабове и липове шуме. Оне су крчене ради насељавања, а од дрвета је прављен ћумур, који су сељаци продавали у београдској чаршији.

## Историја

### Праисторија
На територији Вранића постојала су насеља још у праисторији. У доба неолита, 5000 година п. н. е. највеће насеље налазило се на локалитету Рашић крај. Подручје од Јадранског мора до Црног мора и од Грчке до Карпата, насељавали су Трачани. Претпоставља се да су на овим просторима живели Трибали, једно од трачких племена. Трачане су потиснули Илири, а средином 4. века п. н. е., ове просторе настањују Келти.

### Римски период
Римљани су освојили Балкан у 1. веку н.е., и почели да оснивају своја насеља. На овом терену то су били локалитети Радловица, Чакића њиве и Шебрдо(према Баљевцу. О животу на овом подручју сведоче материјални остаци римске културе: оруђа за рад, оружје остаци грађевина, храмова и надгробних споменика, гробља, новац, посуђе и др.
У Чакићским њивама, у Рашић крају нађени су делови старих земљаних посуда. Метални печат нађен је у Крчевини, у Пиперији. Старо гробље и насеље били су на Вишњици у Пиперији, а темељи старе цркве нађене су на Окапини. На тим темељима подигнута је црква брвнара.

### Средњи век
У средњем веку, на овом подручју, смењивали су се Византинци, Франци, Мађари, Татари, Словени и други. Иако су Словени населили Балканско полуострво у 7. веку, археолошких доказа о њиховој присутности има тек од 9. века, када стварају стална насеља. У 10. и 11. веку, околина Барајева ушла је у састав српских држава - Рашке, за време жупана Часлава и Зете, за време краља Бодина. После њих смењују се Немањићи: Драгутин, Милутин, Душан, кнез Лазар, деспот Стефан Лазаревић и деспот Ђурађ Бранковић.

### Период турске владавине
Сулејман Величанствени освојио је Београд 1521. године. Турци највише из финансијских разлога, организују 1528. године први катастарски попис Београда и околине. У овим, као и у каснијим турским пописима, барајевска села, укључујући и Вранић, први пут се помињу у писаним историјским изворима. Турци су господарили овим крајевима све до 19. века. Кратак прекид њихове владавине, од двадесетак година био је у 18. веку, када је ова територија потпала под власт Аустрије. Почетком 19. века, почиње борба за национално ослобођење Срба (Први српски устанак 1804. године). Ово је најславнији период барајевске историје који је изнедрио значајне историјске личности: кнеза Симу Марковића, Милосава Чамџију(Велики Борак), Павла Поповића, Лазара Поповића (Вранић),Павла Сретеновића (Лисовић) и Драгића Горуновића (Барајево-Глумчево брдо). У Великом Борку 1805. године, формиран је Правитељствујушчи совјет сербски, централни орган власти у устаничкој Србији.
Члан совјета, представник београдске нахије, био је Павле Поповић из Вранића. У Другом српском устанку, поред Павла Поповића, значајне личности из Вранића су поп Атанасије Поповић-Тацко и Лазар Поповић - Писар Лаза.

### 20. век
Становништво овог подручја, узело је велико учешће у Балканским ратовима 1912. године и 1913. године и у Првом светском рату 1914-1918. године. У овим ратовима страдало је 327 мештана Вранића. У Априлском рату 1941. године, погинуло је 5 војника из овог села. Током Другог светског рата вођена је борба за ослобођење од фашистичке окупације.Становници Вранића укључују се у састав партизанских јединица. Како би казнили непокорно становништво, немачка казнена експедиција стрељала је 15. октобра 1941. године, у центру Вранића 39 људи. У ноћи 21. децембра 1943. године, четници су извршили масакр - заклали су 71 особу. Међу закланима је било деце у колевци, ученика основне школе, жене и стараца.
На разним поприштима народноослободилачке борбе, страдао је 61 борац.
У ратним операцијама деведесетих година 20. века, у Источној Славонији, фебруара 1992. године, погинуо је војник-резервиста Драган Стајковић, а у мају 1999. године, смртно је страдао војник Приштинског корпуса, Владимир Јоксић.
Имена свих страдалих ратника ослободилачких ратова 1912 - 1918. године, палих бораца НОБ-а и жртава фашистичког терора и погинулих војника у ратовима деведесетих, налазе се на спомен обележју на предњој фасади Спомен дома у Вранићу. У дому се налази и Спомен соба која чува успомену на преко 500 страдалих мештана Вранића током ратова у 20. веку.

### Културно-историјски споменици
Најзначајније културно-историјске споменике у Вранићу представљају два непокретна културна добра и споменика културе. То су Зграда школе у Вранићу и Црква брвнара у Вранићу, која је сврстана у категорију споменика културе од великог значаја.
По свом значају, издваја се и комплекс у порти цркве брвнаре, који чине сама црква брвнара, затим Кућа породице Матић из Вранића из прве половине 19. века, црква посвећена Св. Илији из 1888. године са звоником, те надгробници, парохијски дом у оквиру кога се налази Спомен-музеј са збирком свештеника Радивоја Митровића и свештеничка кућа.
Збирка свештеника Радивоја Митровића богата је великим бројем експоната из археолошких налазишта са овог подручја, старог новца, оружја, икона и црквених књига, етнографског материјала, докумената и фотографија важних личности.

## Демографија
У насељу Вранић живи 3218 пунолетних становника, а просечна старост становништва износи 41,7 година (41,1 код мушкараца и 42,2 код жена). У насељу има 1278 домаћинстава, а просечан број чланова по домаћинству је 3,05.
Ово насеље је у великим делом насељено Србима (према попису из 2002. године), а у последња три пописа, примећен је пораст у броју становника.
|  |

| Демографија | Демографија | Демографија |
| Година      | Становника  | Становника  |
| ----------- | ----------- | ----------- |
| 1948.       | 2.991       |             |
| 1953.       | 3.051       |             |
| 1961.       | 2.868       |             |
| 1971.       | 2.625       |             |
| 1981.       | 3.044       |             |
| 1991.       | 3.288       | 3.225       |
| 2002.       | 3.899       | 4.066       |
| 2011.       | 4.233       |             |

| Етнички састав према попису из 2002.‍ | Етнички састав према попису из 2002.‍ | Етнички састав према попису из 2002.‍ | Етнички састав према попису из 2002.‍ | Етнички састав према попису из 2002.‍ |
| ------------------------------------ | ------------------------------------ | ------------------------------------ | ------------------------------------ | ------------------------------------ |
|                                      |                                      |                                      |                                      |                                      |
| Срби                                 | Срби                                 |                                      | 3.754                                | 96,28%                               |
| Црногорци                            | Црногорци                            |                                      | 23                                   | 0,58%                                |
| Хрвати                               | Хрвати                               |                                      | 14                                   | 0,35%                                |
| Македонци                            | Македонци                            |                                      | 11                                   | 0,28%                                |
| Југословени                          | Југословени                          |                                      | 3                                    | 0,07%                                |
| Мађари                               | Мађари                               |                                      | 2                                    | 0,05%                                |
| Чеси                                 | Чеси                                 |                                      | 1                                    | 0,02%                                |
| Словаци                              | Словаци                              |                                      | 1                                    | 0,02%                                |
| Роми                                 | Роми                                 |                                      | 1                                    | 0,02%                                |
| Албанци                              | Албанци                              |                                      | 1                                    | 0,02%                                |
| непознато                            | непознато                            |                                      | 37                                   | 0,94%                                |

| \| \| м \| \| \| ж \| \| ? \| 26 \| \| \| 27 \| \| 80+ \| 34 \| \| \| 53 \| \| 75—79 \| 56 \| \| \| 73 \| \| 70—74 \| 101 \| \| \| 126 \| \| 65—69 \| 137 \| \| \| 121 \| \| 60—64 \| 119 \| \| \| 118 \| \| 55—59 \| 113 \| \| \| 102 \| \| 50—54 \| 153 \| \| \| 194 \| \| 45—49 \| 176 \| \| \| 165 \| \| 40—44 \| 102 \| \| \| 131 \| \| 35—39 \| 114 \| \| \| 108 \| \| 30—34 \| 126 \| \| \| 110 \| \| 25—29 \| 150 \| \| \| 130 \| \| 20—24 \| 124 \| \| \| 128 \| \| 15—19 \| 120 \| \| \| 109 \| \| 10—14 \| 87 \| \| \| 102 \| \| 5—9 \| 88 \| \| \| 91 \| \| 0—4 \| 95 \| \| \| 90 \| \| Просек : \| 41,1 \| \| \| 42,2 \| |      |  |  |      |
| |      |  |  |      |
| | м    |  |  | ж    |
| ? | 26   |  |  | 27   |
| 80+ | 34   |  |  | 53   |
| 75—79 | 56   |  |  | 73   |
| 70—74 | 101  |  |  | 126  |
| 65—69 | 137  |  |  | 121  |
| 60—64 | 119  |  |  | 118  |
| 55—59 | 113  |  |  | 102  |
| 50—54 | 153  |  |  | 194  |
| 45—49 | 176  |  |  | 165  |
| 40—44 | 102  |  |  | 131  |
| 35—39 | 114  |  |  | 108  |
| 30—34 | 126  |  |  | 110  |
| 25—29 | 150  |  |  | 130  |
| 20—24 | 124  |  |  | 128  |
| 15—19 | 120  |  |  | 109  |
| 10—14 | 87   |  |  | 102  |
| 5—9 | 88   |  |  | 91   |
| 0—4 | 95   |  |  | 90   |
| Просек : | 41,1 |  |  | 42,2 |

| Година пописа     | 1948. | 1953. | 1961. | 1971. | 1981. | 1991. | 2002. |
| ----------------- | ----- | ----- | ----- | ----- | ----- | ----- | ----- |
| Број домаћинстава | 658   | 659   | 701   | 756   | 889   | 974   | 1.278 |

| Број чланова      | 1   | 2   | 3   | 4   | 5   | 6  | 7  | 8 | 9 | 10 и више | Просек |
| ----------------- | --- | --- | --- | --- | --- | -- | -- | - | - | --------- | ------ |
| Број домаћинстава | 238 | 339 | 220 | 243 | 128 | 75 | 27 | 5 | 1 | 2         | 3,05   |

| Пол    | Укупно | Неожењен/Неудата | Ожењен/Удата | Удовац/Удовица | Разведен/Разведена | Непознато |
| ------ | ------ | ---------------- | ------------ | -------------- | ------------------ | --------- |
| Мушки  | 1.651  | 459              | 1.064        | 88             | 39                 | 1         |
| Женски | 1.695  | 289              | 1.048        | 303            | 53                 | 2         |
| УКУПНО | 3.346  | 748              | 2.112        | 391            | 92                 | 3         |

| Пол    | Укупно                    | Пољопривреда, лов и шумарство | Рибарство                            | Вађење руде и камена | Прерађивачка индустрија       |
| ------ | ------------------------- | ----------------------------- | ------------------------------------ | -------------------- | ----------------------------- |
| Мушки  | 859                       | 188                           | 0                                    | 5                    | 190                           |
| Женски | 578                       | 148                           | 0                                    | 0                    | 84                            |
| Укупно | 1.437                     | 336                           | 0                                    | 5                    | 274                           |
|        |                           |                               |                                      |                      |                               |
| Пол    | Производња и снабдевање   | Грађевинарство                | Трговина                             | Хотели и ресторани   | Саобраћај, складиштење и везе |
| Мушки  | 19                        | 70                            | 112                                  | 14                   | 131                           |
| Женски | 1                         | 10                            | 124                                  | 17                   | 19                            |
| Укупно | 20                        | 80                            | 236                                  | 31                   | 150                           |
|        |                           |                               |                                      |                      |                               |
| Пол    | Финансијско посредовање   | Некретнине                    | Државна управа и одбрана             | Образовање           | Здравствени и социјални рад   |
| Мушки  | 1                         | 24                            | 37                                   | 15                   | 28                            |
| Женски | 8                         | 23                            | 17                                   | 33                   | 71                            |
| Укупно | 9                         | 47                            | 54                                   | 48                   | 99                            |
|        |                           |                               |                                      |                      |                               |
| Пол    | Остале услужне активности | Приватна домаћинства          | Екстериторијалне организације и тела | Непознато            | Непознато                     |
| Мушки  | 18                        | 1                             | 0                                    | 6                    | 6                             |
| Женски | 19                        | 2                             | 0                                    | 2                    | 2                             |
| Укупно | 37                        | 3                             | 0                                    | 8                    | 8                             |

## Порекло становништва
Најстарији становници доселили су се у Вранић у 18. веку. То су следећи родови:
Пипери (17 кућа, слава Свети Никола) су из Црне Горе.
Симићи (5 кућа, слава Свети Никола) и Лазићи (17 кућа, слава Свети Никола) али се не зна одакле су.
Родови којима се не зна старина а спадају у старије досељеничке родове су:
Ненадовићи (4 куће, Михајловићи 13 кућа, Васићи 3 куће, Стевановићи 3 куће, Илићи 25 кућа, Танасијевићи 9 кућа, Стекићи 5 кућа, Лукићи или Димитријевићи 14 кућа, Гајићи 13 кућа);
Бировљевићи (Михајловићи 13 кућа, Мијајловићи 3 куће, Јовановићи 6 кућа).
Сви славе Светог Николу, некад су били један род па су се разродили.
Јанковићи (13 кућа, Лазићи 9 кућа, Марковићи 9 кућа, Ђорђевићи 4 куће, Станићи 8 кућа, Недељковићи 7 кућа, Стекићи други или Стевановићи 5 кућа, Гавриловићи 4 куће, Радовановићи, данас Живковићи 3 куће, Радовановићи други 2 куће, Николићи 2 куће - изумрли, имају одсељенике у селу Кртини у Тамнави.
Ћосићи (Митровићи 10 кућа, Живановићи, Стојковићи 5 кућа, Машићи 3 куће - изумрли. Сви славе Ђурђевдан.Тамнави). Сви славе Светог Јована.
Матићи (14 кућа, славе Светог Ћирила);
Петровићи други ( 2 куће, славе Свету Петку);
Степановићи (6 кућа, славе Свете Врачеве);
Станојчићи (4 куће, славе Петровдан).
Родови за које се зна одакле су се доселили су следећи:
Алексићи (18 кућа, славе Ђурђевдан); су из Бановаца у Срему.
Радосављевићи, „Ере” (10 кућа, славе Светог Козму и Дамјана). Од њих су се разделили:
Марићи (14 кућа, славе Светог Мрату)
Мијаиловићи (4 куће, славе Светог Мрату ) и
Ђорђевићи ( 3 куће, славе Светог Јована Крститеља). Имају одсељенике у Баљевцу.
Маринковићи ( 30 кућа, Тришићи, Којићи, Рашићи, Пантићи 6 кућа, Стајковићи, Ђорићи, Радовановићи. Бабићи и Васићи, свега 94 куће, славе Светог Трифуна, стара слава им је била Свети Архангел. Сви су један род али су се давно разродили. По породичном предању њихови преци су побили неке Турке у Војводини па су побегли овамо и променили славу. Старином су са Косова и Метохије.
Пред крај 18. века и у време Карађорђевог устанка доселило се следећих девет родова:
Васићи ( 2 куће, славе Светог Трифуна) су из Дрлупе са Космаја. а старином су из Бихора.
Поповићи ( 15 кућа, славе Митровдан), предак им је Павле Поповић, даљу старину не знају.Вероватно су дошли на имање изумрлих који су славили Светог Димитрија, кога су узели за своју славу а оставили су Лазареву суботу. Од њих су:
Јозићи (23 куће, славе Лазареву суботу).
Поповићи - Попадићи (8 кућа, славе Лазареву суботу) су од попа Атанасија. Попадићи се називају по попадији Сари која је дуго живела након мужевљеве смрти.
Поповићи други (5 кућа, славе Светог Николу) су потомци попа Антонија који је служио у Вранићу.
Ђурђевићи други (10 кућа, славе Ђурђевдан) су из околине Новог Пазара.
Јоксићи (26 кућа, славе Светог Николу) доселили су се из Груже.
Јелићи ( 40 кућа, славе Светог Николу) доселили су се после Јоксића из Груже.
Ђоинчевићи (8 кућа, славе Свету Петку Параскеву) били су „турски” Цигани а данас су се сасвим посрбили.
У другој половини 19. века доселило се осам родова:
Бојићи ( 2 куће, слава Свети Јован) су из Босне.
Пантићи (7 кућа, слава Ђурђиц) су из Босне.
Ивковићи (1 кућа, славе Светог Николу) су из Босне.
Васићи „Маџари” (4 куће, слава Ђурђиц) су из Баната.
Савићи (7 кућа, славе Светог Арханђела) су од Бајине Баште.
Лакићи (2 куће, славе Светог Николу) су од Сјенице. Род су им Лакићи из Даросаве.
Шишићи (1 кућа, славе Светог Арханђела) су од Ужица.
Јојићи ( 17 кућа, Илинчићи 6 кућа, славе Светог Стефана) су Рудничани.
Новији досељеници су:
Инђићи (Радовановићи 4 куће, славе Светог Тому) су из ваљевске Стублине.
Бабићи ( Радовановићи други 2 куће, славе Светог Трифуна) су из Баба на Космају. Род су тамошњим Синђелићима.
Милијановићи ( 7 кућа, славе Ђурђевдан) су од Милијановића у космајској Сибници, овамо славе „земаљску славу” а старином су из Ужичког округа. Имају одсељенике у Земуну. Род су им Милијановићи и Карићи из Шиљаковца.
Павловићи (2 куће, славе Ђурђевдан) су из Цветака у Рудничком Поморављу.. Нема их више у Вранићу.
Марковићи ( 3 куће, славе Светог Николу) су из Славковице у Љигу.
Марјановићи ( 1 кућа, славе Ђурђевдан) доселили су 1896. године из Ратара код Смедерева. Изумрли су.
Савићи други ( 3 куће, славе Светог Арханђела) су из Мале Моштанице.
Стефановићи ( 1 кућа, слава Свети Јован) су из Гунцата.
Јовановићи ( 1 кућа, славе Ђурђевдан) су из Шиљаковца.

## Школство
Основна школа „Павле Поповић” налази се у Вранићу, на територији општине Барајево. Поред матичне школе настава се изводи и у издвојеним одељењима у Мељаку и Шиљаковцу.

### Историјат
Прве школе у београдској Посавини постојале су средином 18. века, већином уз цркве. О њима су се у прво време старали свештеници, тражећи учитеље, а неки су и сами у њима радили.За школе у Вранићу посебно су заслужни свештеници из куће Поповића. Једна се налазила уз цркву брвнару, на месту где се црква првобитно налазила а друга у порти садашње цркве, где је 1823. године пренета црква брвнара.
Прва школска зграда, са две учионице и учитељским станом, подигнута је 1848. године у тадашњем центру села, уз сеоску механу. У почетку су у школама радили учитељи свршени богослови из кнез Милошеве Богословије, а од 1872. године учитељице из Више женске школе у Београду. Године 1880. у школи је било 32 ученика из Вранића, Мислођина, Јасенка, Мељака, Барича и Мале Моштанице. Ова школа је срушена 1905. године и у непосредној близини саграђена је нова школска зграда са три учионице и учитељским станом. У њу су ишла само деца из Вранића. Одлуком Среског народног одбора 1954. године је из четворогодишње прерасла у осмогодишњу. Данас ова стара школа представља непокретно културно добро као споменик културе.
Пошто је територија Вранића велика, изграђена је још једна школска зграда 1929. године, на месту данашњег Дома здравља. За време Другог светског рата обе школе су радиле са извесним прекидима. Према Записнику са седнице Месног наставничког већа одржане 1. априла 1942. године, а на основу наређења Министарства просвете бр. 9833/42, школа у центру села добија име Државна народна школа Павла Поповића а школа у Црквеном крају Државна народна школа Светог Саве.
Обе школе престале су са радом 1958. године.

### Савремена основна школа
Данашња школска зграда у новом центру села, у Пиперији, завршена је и почела са радом 1958. године. Фебруара 1958. године добила је име Моша Пијаде. Референдумом од 4. априла 1991. године одлучено је да јој се врати име „Павле Поповић”. Решењем Народног одбора општине Барајево из 1962. године, школи у Вранићу припојене су школе у Мељаку и Шиљаковцу као подручна одељења. Подручна одељења су четвороразредна, а матична школа је осморазредна.
Данас школа располаже са десет класичних учионица, четири кабинета и једном дигиталном учионицом. За потребе физичког васпитања користи се, од 2016. године, нова фискултурна сала.

## Култура
На територији насеља Вранић културну делатност обављају: Библиотека „Бранко Ћопић”, Културно уметничко друштво „Вранић” из Вранића, Центар за културу Барајево (испостава у Вранићу), Удружење грађана „20. децембар” и Удружење пензионера „Друга младост”. Све ове установе и удружења смештене су у згради Спомен дома у Вранићу.

### Библиотека „Бранко Ћопић”, Вранић
Библиотека „Бранко Ћопић”, Вранић ради у Вранићу као огранак централне библиотеке „Јован Дучић” у Барајеву.

### Културно уметничко друштво „Вранић” из Вранића
Културно уметничко друштво „Вранић” из Вранића основано је 1985. године. Велики број признања освојена како у земљи тако и у иностранству, доказ су да се у друштву вредно и квалитетно ради.

### Споменици културе и знаменитости
- Зграда школе у Вранићу
- Црква брвнара у Вранићу
- Црквена порта у Вранићу

## Здравство
Доктор Чедомир Игњачевић био је први лекар здравствене задруге у Вранићу (од 1933 до 1935. године). У кући проте Милоша Јоксића, где је и живео, била је и амбуланта и апотека. Правио је лекове, вадио зубе, давао инјекције, превијао ране, искувавао инструменте и на терен у обилазак одлазио сам. По доласку у Вранић вакцинисао је 1500 деце против дифтерије. И деци и одраслима често је држао предавања о хигијени. У бризи за здравље школске деце послао је молбу Хигијенском заводу у Београду да изгради два артеска бунара код обе школе, што је и учињено.
Од 1955. године Вранић добија сталног лекара који ради у старој амбуланти. Нови Дом здравља изграђен је 1968. године и у њему раде три лекара: опште праксе, педијатар и стоматолог. Има и добро опремљену апотеку.

## Спорт
У Вранићу су најпопуларнији спортови фудбал, шах и, последњих година, кошарка.

### Фудбал
Прва фудбалска лопта донета је у Вранић пре Другог светског рата, а прва екипа формирана је 1942. године. Овај тим одиграо је и прву утакмицу против Дражевца те исте године. Тренер је био Милован Јелић до одласка у рат 1943. године.
После рата обнавља се клуб и од 1947. године се такмичи у Липовачком савезу, када је решено и питање фудбалског терена, данашњег стадиона ФК „Вранић”.
Званично оснивање ФК„ Вранић ” обележава се на дан када је клуб, као први са простора општине Барајево, укључен у Фудбалски савез Београда, 12. јула 1975. године. Први председник клуба био је Љуба Јоксић са којим је ФК „Вранић ”, у сезони 1980-1981. година, изборио пласман у Прву београдску лигу. Капитен је био Влада Ђоинчевић а тренер Милан Лучић.
Највеће успехе ФК„ Вранић” је остварио након доласка Милорада Миће Марковића на место председника клуба. На реновираном стадиону, са новом свлачионицом и трибинама, екипа Вранића се 1995. године пласирала у Београдску зону. Најуспешнији фудбалер потекао из ФК„ Вранић” био је Чеда Ђоинчевић, који је остварио интернационалну каријеру а доказао се и као тренер. Поред њега, међу најбољим и најпопуларнијим били су Влада Ђоинчевић, Милован Радосављевић, Спасоје Станић, Павле Јоксић, Боривоје Марјановић-Боцула и други. Тих година фудбалске утакмице су још увек, због недостатка друге врсте забавних и културних програма, представљале и важан друштвени догађај. Биле су повод за окупљање, дружење и забаву мештана Вранића и околних села.

### Шах
Одлуком Среског народног одбора Среза београдског, 1954. године отворена је осмогодишња школа у овом селу. Она је отпочела са радом у бившој општинској кафани која се налазила преко пута Основне школе бр. 1. За првог директора постављен је Богољуб Марковић. Исте године у школу долази учитељ Владислав Влада Јовановић и уз подршку других просветних радника, пре свега учитеља Богољуба Марковића, формира шаховску секцију. Ученике почиње да учи првим шаховским потезима, полако их уводећи у тајне шаховске игре. Недељом, кад школа није радила, играли су се шаховски турнири и првенства школе. У то време, село Вранић, територијално је припадало општини Умка. На општинским такмичењима, ученици шаховске секције из Вранића, освајали су прва места.
Одлични резултати на овим такмичењима, 1958. године ОШ „Моша Пијаде” из Вранића, воде шахисте на првенство основних школа у Београду у Дом пионира.